# Roberto Cammarelle
Roberto Cammarelle (født 30. juli 1980 i Milano) er en italiensk tidligere amatørbokser, som stillede op i super-sværvægt. Han var med ved tre olympiske lege og vandt medaljer ved alle disse.
Cammarelle vandt EM-sølv i super-sværvægt i 2002 og 2004. Hans første OL var i 2004 i Athen, hvor han besejrede en nigerianer og en ukrainer, hvorpå han i semifinalen tabte til russeren Aleksandr Povetkin, der senere vandt guld, da hans modstander i finalen, Mohamed Aly fra Egypten, ikke kunne stille op på grund af en skade (men trods alt fik sølvmedaljen). Cammarelle modtog sammen med taberen af den anden semifinale, cubaneren Michel López, bronzemedaljen.
Cammarelle vandt i 2005 VM-bronze i samme disciplin, og i 2007 blev han verdensmester. Ved OL 2008 i Beijing var han derfor en af de store favoritter. Cammarelle vandt da også sikkert over en kroat og en colombianer i de første runder. I semifinalen mødte han briten David Price, som han besejrede, da kamplederen stoppede kampen i fjerde runde. Finalen var et opgør mod kineseren Zhang Zhilei, og italieneren førte sikkert, da kamplederen også her stoppede kampen i fjerde runde,  så Cammarelle blev olympisk mester, mens Zhang vandt sølv og Price vandt bronze sammen med ukraineren Vjatjeslav Hlazkov.
Han genvandt sit VM i 2009, og ved OL 2012 forsøgte han at forsvare sit OL-guld. Han vandt da også planmæssigt sine to første kampe mod en ecuadorianer og en marokkaner, hvorpå han i semifinalen snævert besejrede Məhəmmədrəsul Məcidov fra Aserbajdsjan. I finalen mødte han briten Anthony Joshua, og kampen bølgede meget frem og tilbage. Den endte 18-18, hvorpå Joshua blev tildelt sejren som mest angrebsivrig, og Cammarelle måtte nøjes med sølv. Məcidov og kazakhstaneren Ivan Dytjko fik som tabere i semifinalerne bronze.
Cammarelle indstillede sin karriere i 2016 efter 120 kampe, hvoraf han vandt de 106.